# クレヨン

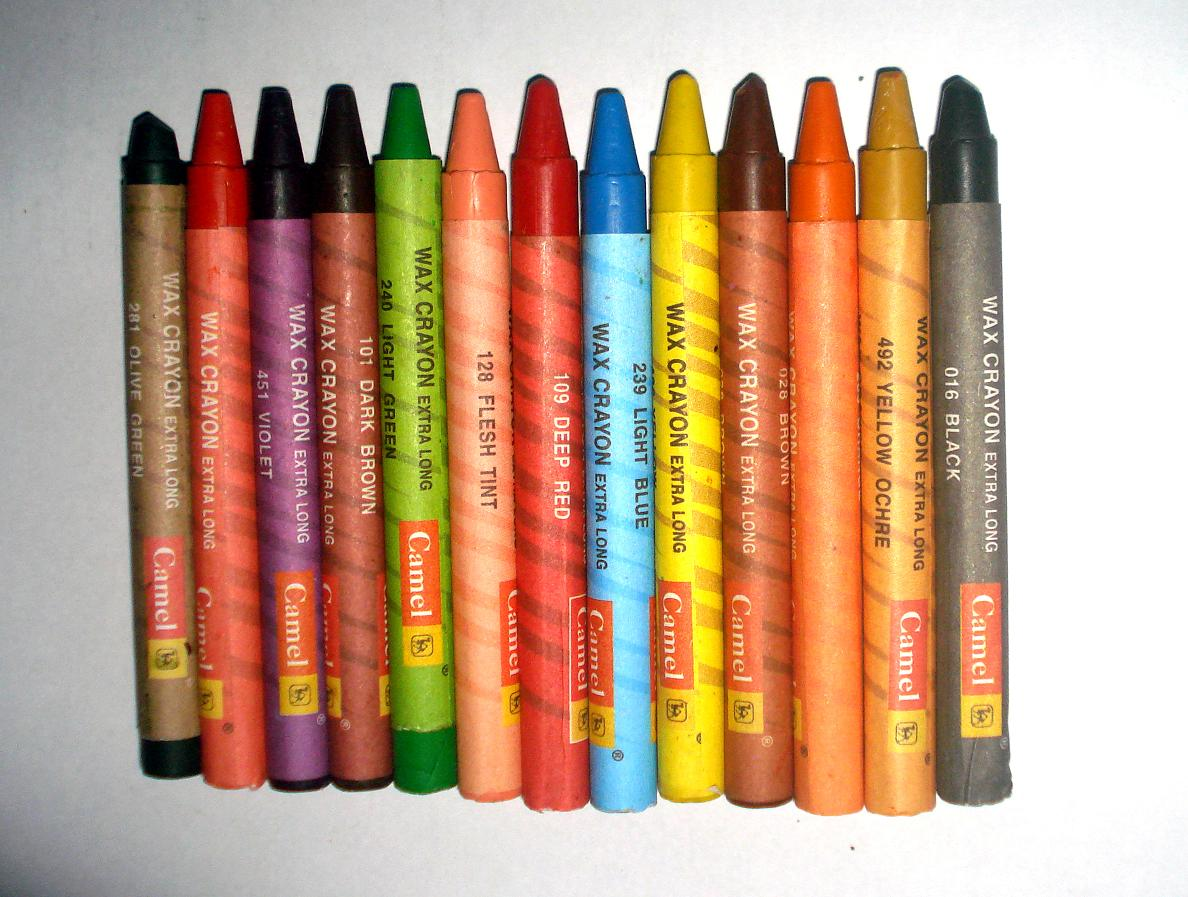
クレヨン

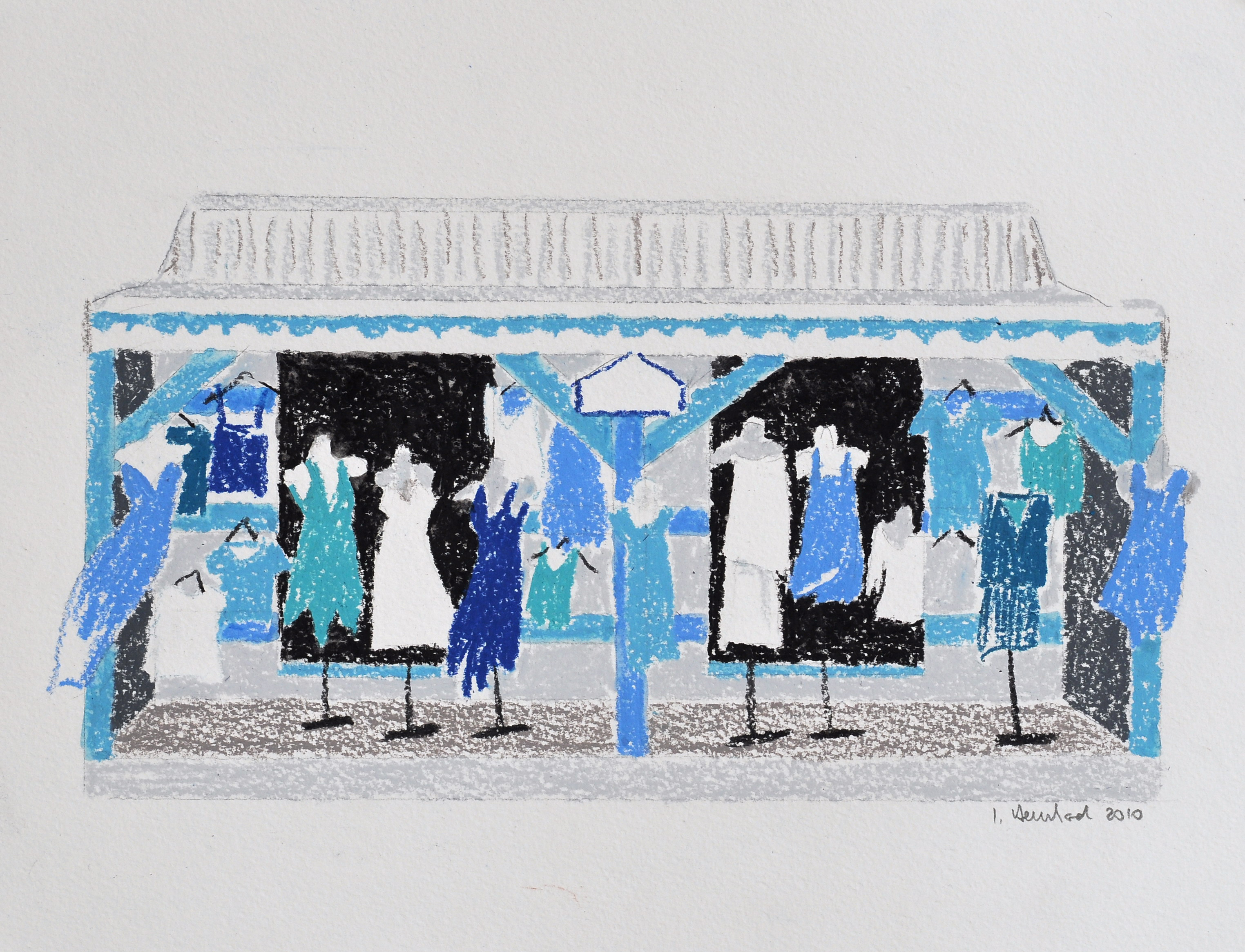
クレヨンを使った絵

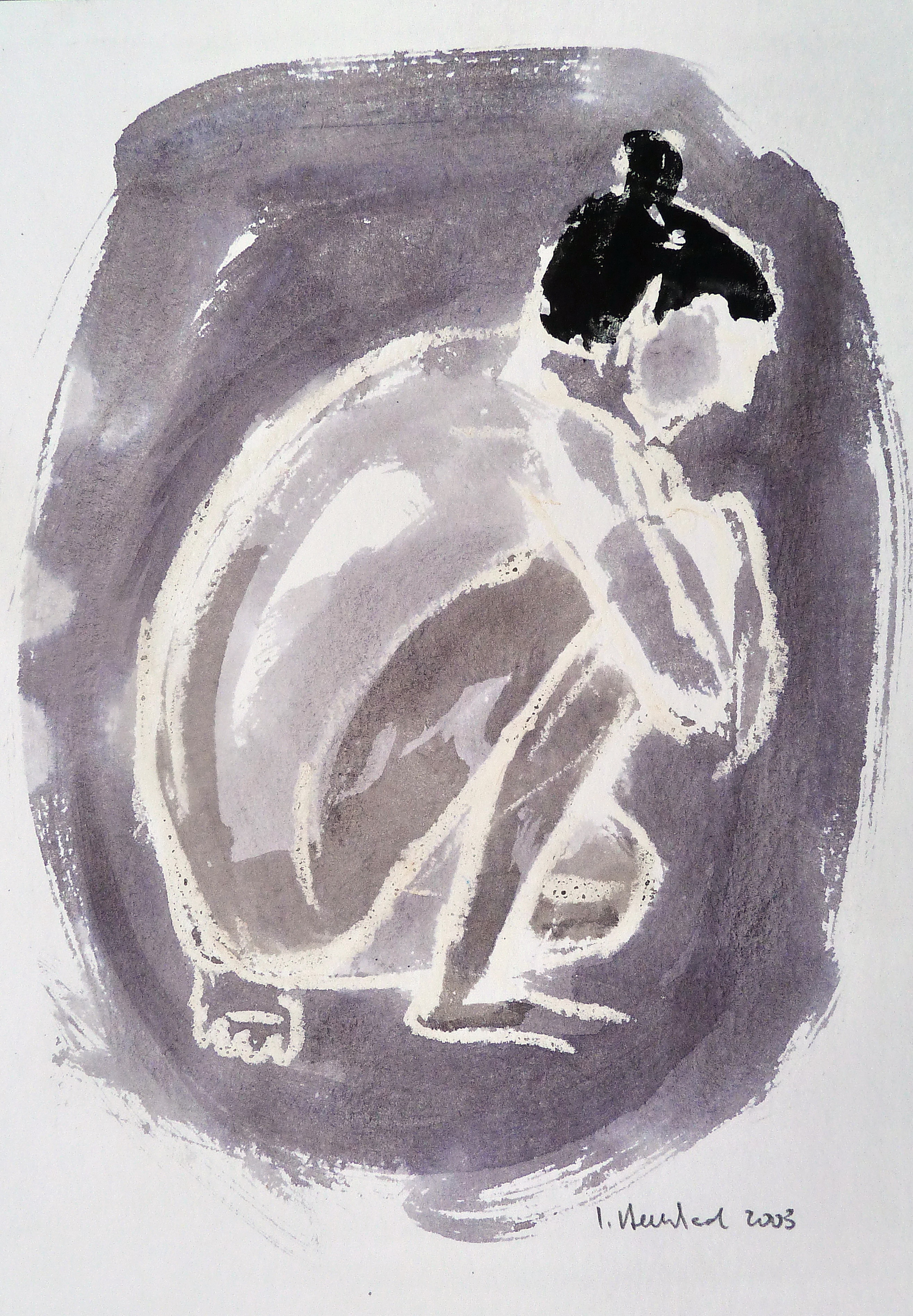
クレヨンの撥水性を利用した描画

クレヨン（フランス語: crayon de cire）とは、溶かした蝋と顔料などを混ぜて棒状に冷やし固めた画材である。

## 概要
エンカウスティークを原型とし、レオナルド・ダ・ヴィンチの手記に類似画材の製法が記載されるなど成立には諸説あるが、現代の様式のものは19世紀にフランスで発明された。アメリカでは1903年にビニー&スミスが「クレヨラ」クレヨンを生産、日本では大正期に自由画教育を機に普及した。
手を汚さず手軽に彩色描画ができ、色鉛筆のように尖っておらず鉛筆削りも必要なく、おおく無害であることから、初等教育や児童画によく利用される。クレヨンは基本的に硬質で塗り重ねを苦手とするが、紙肌を反映した素朴なマチエールを持った、耐水性のある鮮やかな描線が得られる。クレヨンから発展したオイルパステル（「クレパス」など）はより軟らかく技法の応用性に富む。日本ではオイルパステルの製法（材料に液体油、体質顔料が加わる）を一部取り入れて面描適性を改善した軟質クレヨンが1957年に開発され、以来主流として普及している。材質から擦ると伸びるという性質があり、児童のいたずら書きの除去には苦労する反面、画家が使用する場合には微妙な色合いを表現する技法として活用される。
crayon は、フランス語の ‘craie’（白亜）に接尾辞 ‘on’（小片）が組み合わさった言葉で、18世紀末まではパステルや画用木炭を含む固形描画材一般を指した。現代における用法は厳密に定まっていないが、美術の分野では、つなぎ剤（とりわけ油性のものとする意見もある）を用いた固形描画材を指す。欧米では crayon が鉛筆を指したり、棒状の画材諸々が「チャコールクレヨン」や「コンテクレヨン」などと呼ばれることがあるが、それぞれ蝋製のクレヨンとは区別される。

## 種類
通常のタイプの他に各種が各社から販売されている。
- 太巻き - 太い線や面塗りに適しており、折れにくい。
- 水性 - 水や石鹸で落とす事が可能。材料に乳化された蝋やポリエチレングリコールなどが使用される[9]。
- リトクレヨン - リトグラフ用の油脂分の多いクレヨン。グリースペンシルのような形態でも作られる（リトペンシル）[10]。

ヨーロッパの玩具の安全規格（EN 71）を満たした製品にはCEマークが付され、米国画材・工芸材料協会（ACMI）の基準を満たした製品にはAPマークが付される。日本産業規格(JIS)にもEN 71に準じる安全規格を含んだJIS S 6026「クレヨン及びパス」があるが、1998年以降は日本絵具クレヨン工業協同組合がJIS表示許可を返上したことから、JISマークは付さず規格に沿った自主検査が行われている。クレヨンを含む玩具の安全性に関わる国際規格には、ISO 8124がある。

## 日本の製造元
- ぺんてる -「ぺんてるクレヨン」「パッセル」
- サクラクレパス -「クレパス」
- 東一文具工業所[12] -「とういちクレヨン」
- 手作りクレヨン工房”Tuna-Kai”[13] -「クレヨン」
- 日本理化学工業 -「キットパス」
- 寺西化学工業 -「ギターネオくれよん」「ギターネオパス」
- ブンチョウ[14] - 「ベビーコロール」
- こーえい - 主にOEM事業を展開

なお、日本には「日本絵具クレヨン工業協同組合」が存在する。